# غيل الاسداد (السبرة)

تعديل مصدري - تعديل

غيل الاسداد محلة تابعة لقرية شايب، التابعة لعزلة زبيد بمديرية السبرة إحدى مديريات محافظة إب في الجمهورية اليمنية.، بلغ تعداد سكانها 98 حسب تعداد اليمن لعام 2004.